# Torre Monforte
La Torre Monforte è uno storico edificio di Milano situato in via Pietro Mascagni al civico 21.

## Storia
L'edificio venne eretto negli anni 1950 secondo il progetto della squadra composta dall'architetto Alessandro Pasquali e dall’ingegnere Carlo Galimberti.

## Descrizione
La torre raggiunge un'altezza di 78 metri per 18 piani. L'edificio presenta un basamento di tre piani su cui poggia il corpo di fabbrica della torre vera e propria. La proprietà dispone di un doppio accesso dalla via Mascagni e dal corso Monforte.